# Jazz (Tenacious D)
Jazz è il secondo EP della band comedy rock Tenacious D, pubblicato nel 2012.
Le canzoni incluse nell'EP sono rigorosamente in stile jazz. Rispetto al passato si è potuto notare un progressivo cambiamento musicale, dal rock fino al jazz.

## Il disco
Nell'ottobre 2012, Jack Black annunciò che il prossimo lavoro dei Tenacious D sarebbe stato un album jazz, aggiungendo che sarebbe stato composto da "testi musicati, ma su basi strumentali jazz stile Thelonious Monk, Miles Davis, ecc..." Nel 2014, Black ricordò di aver suonato il disco per il contrabbassista jazz Charlie Haden e che Haden se ne andò dalla stanza poco tempo dopo l'inizio.

## Tracce
Lato A
1. Simply Jazz - 11:27

Lato B
1. Nothing On side "B" - 0:57

## Formazione
- John Spiker - contrabbasso, jazz
- Brooks Wackerman - batteria, jazz
- John Konesky - chitarra, jazz
- Kyle Gass - registratore, jazz
- Jack Black - voce, jazz